# Lijepa zvanika
Lijepa zvanika (lat. Amaryllis belladonna), lukovičasta trajnica iz porodice zvanikovki. Jedna je od dvije vrste zvanika s juga Afrike, odakle je uvezena po drugim kontinentima gdje se uzgaja kao ukrasna biljka

## Galerija
- A. belladonna
- A. belladonna
- A. belladonna
- A. belladonna, lukovica